# Федоровська (Абінський район)
Федоровська — станиця в Абінському районі Краснодарського краю. Центр Федоровського сільського поселення, що об'єднує 6 населених пунктів.

## Населення
Населення —  2081 осіб (2010)

## Географія
Станиця розташована на півночі Абінського району, лівому березі р. Кубань, межує з Сєверським і Красноармійським районами.

## Історія
Згідно з архівами заснування станиці Федоровської відбулося у 1894 року. Цього року утворилася Федоровська волость колишнє «Коліно» почали називати Федоровською від ім'я Федора Ілліча Коровянського, який пожертвував велику суму на організацію волості і будівництво церкви, адже тоді волость без церкви не могла існувати.